# Nudofobia
Nudofobia (del latín nudus, desnudo, y del griego fobos, miedo) es el miedo a la desnudez propia y ajena, generando ansiedad.
Según los psicoanalistas, la nudofobia es un síntoma del conflicto interno entre el deseo de mostrarse y el temor a las consecuencias.
Los nudófobos experimentan ansiedad ante los desnudos, incluso aunque se den cuenta de que su temor es irracional. Su temor puede provenir de una ansiedad general sobre la sexualidad, el temor a ser físicamente inferiores, o el temor de que su desnudez les deje expuestos y sin protección. También puede darse debido a una situación de vergüenza ante la desnudez producto del acoso.